# Entomophthora brevinucleata
Entomophthora brevinucleata är en svampart som beskrevs av S. Keller & Wilding 1985. Entomophthora brevinucleata ingår i släktet Entomophthora och familjen Entomophthoraceae.   Inga underarter finns listade i Catalogue of Life.